# Psilacron chacoma
Psilacron chacoma är en fjärilsart som beskrevs av Max Wilhelm Karl Draudt 1932. Psilacron chacoma ingår i släktet Psilacron och familjen tandspinnare. Inga underarter finns listade.